# Kachua Upazila, Chandpur
Kachua är ett underdistrikt i Bangladesh. Det ligger i den centrala delen av landet, 60 km sydost om huvudstaden Dhaka.
Trakten runt Kachua består till största delen av jordbruksmark. Runt Kachua är det mycket tätbefolkat, med 1 573 invånare per kvadratkilometer.